# Groene katvogel
De groene katvogel  (Ailuroedus crassirostris) is een van de ongeveer twintig soorten prieelvogels. De vogel werd in 1815 als aparte soort beschreven als Lanius crassirostris. De groene katvogel is nauw verwant aan de grijskopkatvogel (Ailuroedus melanotis) daarom werden veel soorten katvogels beschouwd als ondersoorten.

## Kenmerken
Deze katvogel dankt zijn naam aan het geluid dat wordt gemaakt; dit lijkt op het miauwen van een kat. Deze vogels zijn de zogenaamde Australaziatisch katvogels en zij behoren tot een andere familie dan de spotlijsters uit de Nieuwe Wereld die in het Engels ook katvogels (catbirds) worden genoemd.

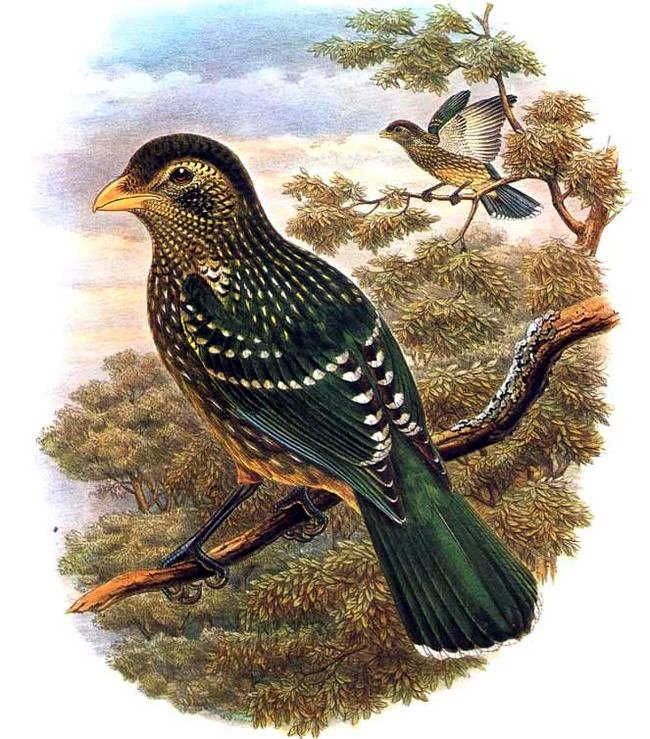
Groene katvogel (afbeelding van Richard Bowdler Sharpe)

De groene katvogel heeft een lengte van ongeveer 30 centimeter. De vogel is groen op de rug en de vleugels en heeft een lichtgroene borst met witte V-vormige streepjes en geen zwarte vlek  op de wangen. De iris is roodbruin en de forse snavel is licht van kleur. Het mannetje en het vrouwtje verschillen onderling nauwelijks.

## Voorkomen en leefgebied
De groene katvogel komt voor in Australië, in het uiterste zuidoosten van Queensland en het oosten van New South Wales.

## Status
De grootte van de populatie is niet gekwantificeerd maar de soort wordt omschreven als schaars tot enigszins algemeen. Op de Rode lijst van de IUCN heeft deze soort de status niet bedreigd.